# NGC 5153

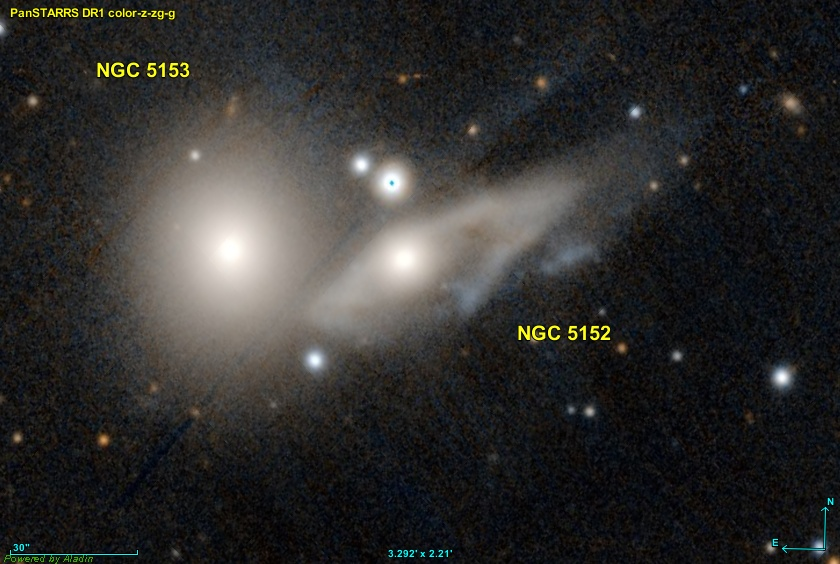
Imagen creada con la ayuda del software Aladin Sky Atlas del Centro de Dispositivos Astronómicos de Estrasburgo y los dispositivos públicos en formato FIT de 2MASS.

NGC 5153 es una galaxia elíptica (E1/P) localizada en la dirección de la constelación de Hidra. Posee una declinación de -29° 37' 04" y una ascensión recta de 13 horas, 27 minutos y 54,3 segundos.
La galaxia NGC 5153 fue descubierta el 8 de mayo de 1834 por John Herschel.